# اريك نيكسون
اريك نيكسون (بالإنجليزية: Eric Nixon)‏ (4 أكتوبر 1962 في المملكة المتحدة - ) هو لاعب كرة قدم بريطاني في مركز حراسة المرمى. لعب مع برادفورد سيتي وستوكبورت كونتي وشيفيلد وينزداي ومانشستر سيتي ونادي بلاكبول ونادي ترانمير روفرز لكرة القدم ونادي ريدنغ ونادي ساوثهامبتون ونادي كارلايل يونايتد ووولفرهامبتون واندررز وويغان أتلتيك وCurzon Ashton F.C. ‏ ونادي كيدرمينستر هاريرز لكرة القدم.

## وصلات خارجية
- اريك نيكسون على موقع قاعدة بيانات كرة القدم.إي يو (الإنجليزية)
- اريك نيكسون على موقع Soccerbase.com (لاعب) (الإنجليزية)